# Ligne 6 du tramway de Bruxelles
Pour les articles homonymes, voir Ligne 6.
La ligne 6 est une ancienne ligne du tramway de Bruxelles qui a fonctionné jusqu'au 18 mars 1968.

## Histoire
Elle est supprimée le 18 mars 1968 lors de la cinquième phase de restructuration du réseau de tramway bruxellois, l'intégralité de son itinéraire est repris par les lignes suivantes, :
- la nouvelle ligne 18 entre la place Louise à Bruxelles et le Fort Jaco ;
- la nouvelle ligne 32 entre la Bourse et la place du Petit Sablon à Bruxelles ;
- la nouvelle ligne 92 entre la place du Petit Sablon et le square Marlow à Uccle ;

## Les stations
| Stations          |
| ----------------- |
| Bourse            |
| Grand-Place       |
| Bibliothèque      |
| Grand Sablon      |
| Petit Sablon      |
| Poelaert          |
| Louise            |
| Stéphanie         |
| Faider            |
| Janson            |
| Ma Campagne       |
| Darwin            |
| Molière           |
| Vanderkindere     |
| Messidor          |
| Boetendael        |
| Héros             |
| Marlow            |
| Wolvendael        |
| Dieweg            |
| Thévenet          |
| Lancaster         |
| Gare de Saint-Job |
| Place Saint-Job   |
| Alphonse XIII     |
| Fort-Jaco         |